# Ligne de Paris-Saint-Lazare à Saint-Germain-en-Laye
La ligne de Paris-Saint-Lazare à Saint-Germain-en-Laye est une ligne de chemin de fer française de banlieue à double voie, longue de 20,4 kilomètres, reliant la gare de Paris-Saint-Lazare (dans le 8e arrondissement de Paris) à la gare de Saint-Germain-en-Laye, dans le département des Yvelines. Elle constitue la ligne no 975 000 du réseau ferré national.
Inaugurée en 1837 entre Paris et Le Pecq, elle est la première ligne ferroviaire construite au départ de Paris, mais également la première de France conçue uniquement pour le transport de voyageurs et exploitée à l'aide de locomotives à vapeur, ceci cinq ans après l'ouverture entre 1830 et 1832, de la ligne de Saint-Étienne à Lyon, concédée aux frères Paul et Marc Seguin. Le transport sur cette dernière ligne était destiné aux marchandises et aux voyageurs, et la traction confiée à des locomotives Seguin à chaudières tubulaires. Sur la ligne de Saint-Étienne à Andrézieux, première ligne construite sur le continent et ouverte en 1827, c'est la traction hippomobile qui était utilisée dans un premier temps.
La ligne de Paris au Pecq fut modernisée durant les années 1920 avec l'électrification par troisième rail et l'introduction des rames Standard. Sa moitié ouest est incorporée depuis 1972 dans la ligne A du RER et exploitée par la Régie autonome des transports parisiens (RATP). Le reste de la ligne est exploité par la Société nationale des chemins de fer français (SNCF) et forme une branche de la ligne L du Transilien.

## Histoire

### La naissance du chemin de fer en France
En 1825, le chemin de fer de Stockton et Darlington est mis en service en Grande-Bretagne. Il est le premier au monde à assurer le transport des voyageurs avec des locomotives à vapeur. En 1827, la ligne de Saint-Étienne à Andrézieux est mise en service en France. Premier chemin de fer d'Europe continentale, il est conçu pour le trafic des marchandises avec traction par des chevaux avant de l'être par locomotives à vapeur. Cette ligne est prolongée vers Roanne, à 80 km au nord, dès 1833. Elle utilise, alors pour franchir le seuil montagneux de Neulise, entre Balbigny et l'Hôpital-sur-Rhins, quatre plans inclinés inspirés de ce qui se fait en Angleterre pour les bateaux fluviaux. La même année, le chemin de fer hippomobile Budweis-Linz-Gmunden est ouvert en Autriche.
De 1830 à 1832 est ouverte la ligne de chemin de fer de Saint-Étienne à Lyon, qui, la première en France, expérimente la traction par des locomotives à vapeur et dès 1831, le transport de voyageurs. Ailleurs en Europe, en 1835, sont ouvertes les lignes de Bruxelles à Malines, en Belgique, et de Nuremberg à Fürth, en Bavière. C'est dans ce contexte qu'une ligne de chemin de fer reliant Paris à Saint-Germain-en-Laye est imaginée par les frères Pereire, qui en demandent la concession en 1832.

### La première ligne ferroviaire d'Île-de-France

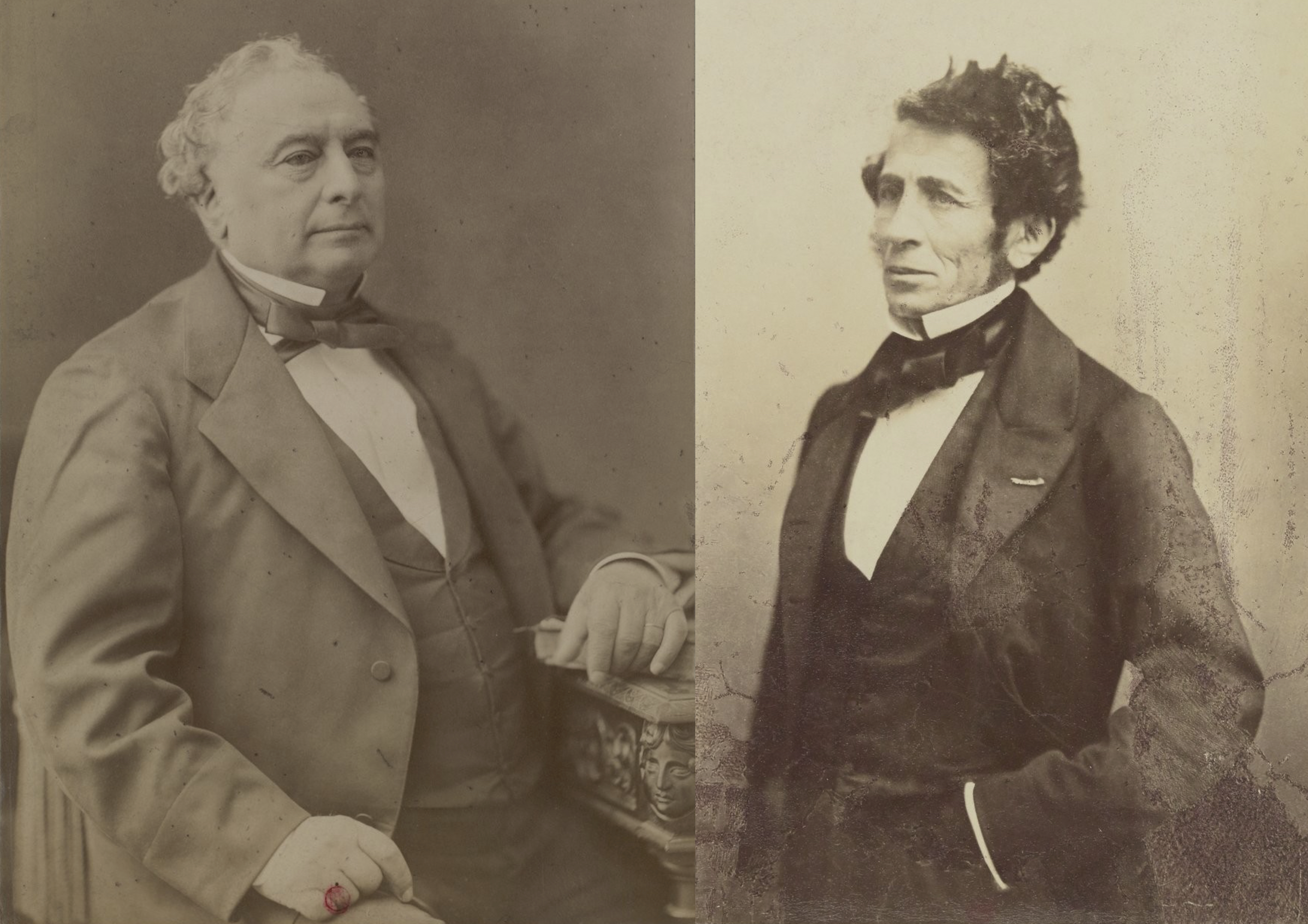
Les frères Pereire.

Le succès de la ligne de chemin de fer de Saint-Étienne à Lyon fait rapidement prendre conscience à l'État de l'importance du développement de ce nouveau mode de transport. En effet, la rapidité et l'économie réalisée grâce au chemin de fer apportent un développement économique immédiat à la région stéphanoise au début des années 1830. Il apparaît donc essentiel de réaliser une ligne au départ de la capitale, pour faire connaître au public ce nouveau moyen de transport, et susciter ainsi l'intérêt des hommes politiques et des financiers.

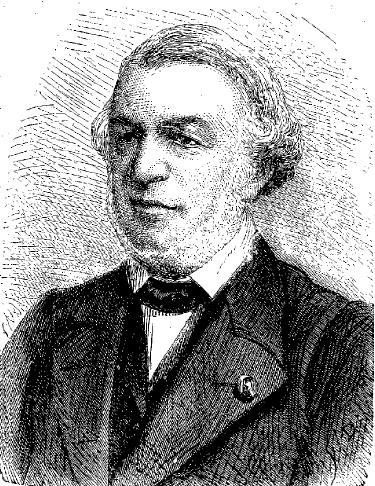
Eugène Flachat, ingénieur et directeur de la compagnie.

Ce sont les frères Pereire qui, les premiers, proposent la construction d'une ligne au départ de Paris, et en demandent la concession dès 1832. Ils l'obtiennent par une loi le 9 septembre 1835 et créent le 2 novembre suivant la Compagnie du chemin de fer de Paris à Saint-Germain pour en gérer la création et l'exploitation. Cette compagnie est autorisée par une ordonnance royale le 4 novembre 1835. La ligne doit relier la capitale à Saint-Germain-en-Laye, lieu de promenade dominicale apprécié des parisiens, dont la proximité avec Paris permet de limiter les investissements à consentir. De plus, sa position à l'ouest de Paris permet de faire ce tronçon à construire un premier maillon de la grande ligne de Rouen, considérée comme prioritaire à réaliser. Les études sont faites par les ingénieurs civils Eugène Flachat et son frère Stephane Mony (Flachat) et les ingénieurs des mines Émile Clapeyron et Gabriel Lamé. Puis, Stephane Mony (Flachat), Clapeyron et Lamé deviennent les ingénieurs de la compagnie et Eugène Flachat son directeur.
Le tracé jusqu'au Pecq, long de 19 kilomètres, est situé en plaine et, à part deux traversées fluviales, présente peu de difficultés de construction. Ne comprenant ni rampe importante, ni courbe serrée, il nécessite la construction de peu d'ouvrages d'art : deux ponts sur la Seine, le pont ferroviaire d'Asnières et le pont ferroviaire de Chatou, ainsi que le tunnel des Batignolles long de 321 m pour traverser la colline de Monceau (démoli en 1922-1926). On se contentera au début de simples ponts en bois. Les travaux sont rapidement menés sous la direction d'Eugène Flachat. Cette construction du tunnel va provoquer des quolibets. François Arago déclare : « J'affirme sans hésiter que dans ce passage subit, les personnes sujettes à la transpiration seront incommodées, qu'elles gagneront des fluxions de poitrine et des pleurésies ». Un autre auteur met en garde les voyageurs contre la « fugace succession des images devant enflammer la rétine ».
Au-delà de Clichy, le tracé, dans un secteur encore peu construit, pose des problèmes d'expropriation moindres qu'aux abords immédiats et plus urbanisés de Paris ; il traverse en effet des champs et des forêts sur l'essentiel de ce parcours terminal. À l'époque, le terminus de la ligne se situe au port du Pecq, sur la rive droite de la Seine. Les locomotives sont en effet incapables d'affronter la rampe nécessaire à l'ascension du coteau de Saint-Germain, qui domine le fleuve de plusieurs dizaines de mètres. La ligne n'est dotée que d'une voie unique, sans même le moindre évitement intermédiaire pour le croisement des trains, alors que le cahier des charges de 1835 exigeait au minimum deux voies parallèles (cf. le cahier des charges suivant la Loi de concession du Chemin de fer de Paris à Saint-Germain, no 348, du 9 juillet 1835, signée par Louis-Philippe, roi des Français, Adolphe Thiers, ministre secrétaire d’État au département de l’Intérieur et Jean-Charles Persil, garde des sceaux de France, ministre secrétaire d’État au département de la Justice).
Les travaux avancent vite comme le constate Le Moniteur universel du 3 août 1836 :
« Les travaux du chemin de fer de Paris à Saint-Germain sont en pleine activité sur toute la ligne, quoique les travaux de la moisson aient rendu les ouvriers assez rares. Si l'on pouvait juger, par ce qui a lieu aujourd'hui, de l'influence que cette communication exercera sur les localités qu'elle traverse, les résultats en seraient extrêmement favorables. C'est surtout une source de prospérité pour la commune des Batignolles-Monceaux ; toutes les auberges de la barrière Monceaux sont encombrées, aux heures des repas, par les cinq cents ouvriers qui travaillent dans le souterrain de Paris et dans le terrassement de la plaine des Batignolles. Le mouvement des curieux, qui se transportent dans la plaine pour voir les manœuvres des wagons, sur les chemins de fer provisoires déjà établis sur une grande longueur, entretient dans la commune une activité extraordinaire ».
Si la construction de la ligne pose peu de problème, en revanche le positionnement de l'embarcadère dans Paris fait l'objet de débats houleux. Les frères Pereire souhaitent un embarcadère - nom d'une gare à cette époque - place de la Madeleine (cf. gare de la Madeleine), avec un viaduc rue Tronchet en direction des Batignolles. Mais à la suite des protestations des riverains, l'embarcadère est finalement placé en contrebas de la place de l'Europe. Les installations sont sommaires, et on y accède par des rampes et escaliers. La côte de Saint-Germain étant trop raide pour être montée par un train à vapeur, le terminus de la ligne est fait au Pecq puis une diligence assure le transport des voyageurs jusqu'à Saint-Germain.
L'inauguration de la ligne a lieu le 24 août 1837 en présence de la famille royale et notamment de la reine Marie-Amélie, mais en l'absence de Louis-Philippe. Ce dernier préférait alors voyager en voiture à cheval et le gouvernement l'avait dissuadé d'exposer sa personne aux risques d'un tel voyage. Le parcours inaugural est effectué en 25 minutes. L'inauguration rencontre un écho considérable et est longuement relatée par la presse. Le surlendemain, le 26 août, la ligne est ouverte au public, et les Parisiens se pressent pour découvrir le nouveau chemin de fer à l'embarcadère de la place de l'Europe : 18 000 voyageurs sont transportés le premier jour d'exploitation.
Dans le Journal des débats politiques et littéraires, Jules Janin s'extasie : « Hier encore, aller à Saint-Germain, c’était un voyage ; aujourd’hui il ne s’agit plus que de sortir de sa maison ». L’Écho français apprécie l’exploit technique (« Nous avons été frappés au plus haut degré par la magie de cette communication si rapide et pour ainsi dire instantanée »), tout en relativisant : « mais l’excentricité des points de départ et d’arrivée le rendent comme un objet de curiosité et d’exhibition plutôt que d’utilité et d’exploitation ». Son succès durable démentira cette réserve. Les Parisiens apprécient la rapidité du transport qui s'effectue en moins d'une demi-heure. Le progrès est considérable par rapport aux coucous, voitures tirées par un cheval, mettant 5 à 6 heures pour effectuer le parcours des Tuileries à Saint-Germain.
Aux débuts de l'exploitation, dix convois aller-retour par jour sont mis en œuvre, à l'aide d'une seule rame. Les départs sont fixés toutes les 90 minutes, de 6 h à 12 h, puis de 14 h 30 à 20 h 30. Le départ du Pecq a lieu 45 minutes plus tard. Mais cette exploitation précaire s'améliore quelques mois plus tard avec la pose d'une seconde voie dès 1838. La même année, les premières gares à Nanterre et Chatou sont ouvertes, puis deux autres à Rueil et Colombes en 1844. Cotée en Bourse, l'action de la compagnie qui exploite la ligne de Paris à Saint-Germain double rapidement de valeur : elle monte à 1 072 francs en 1838.

### Le chemin de fer atmosphérique

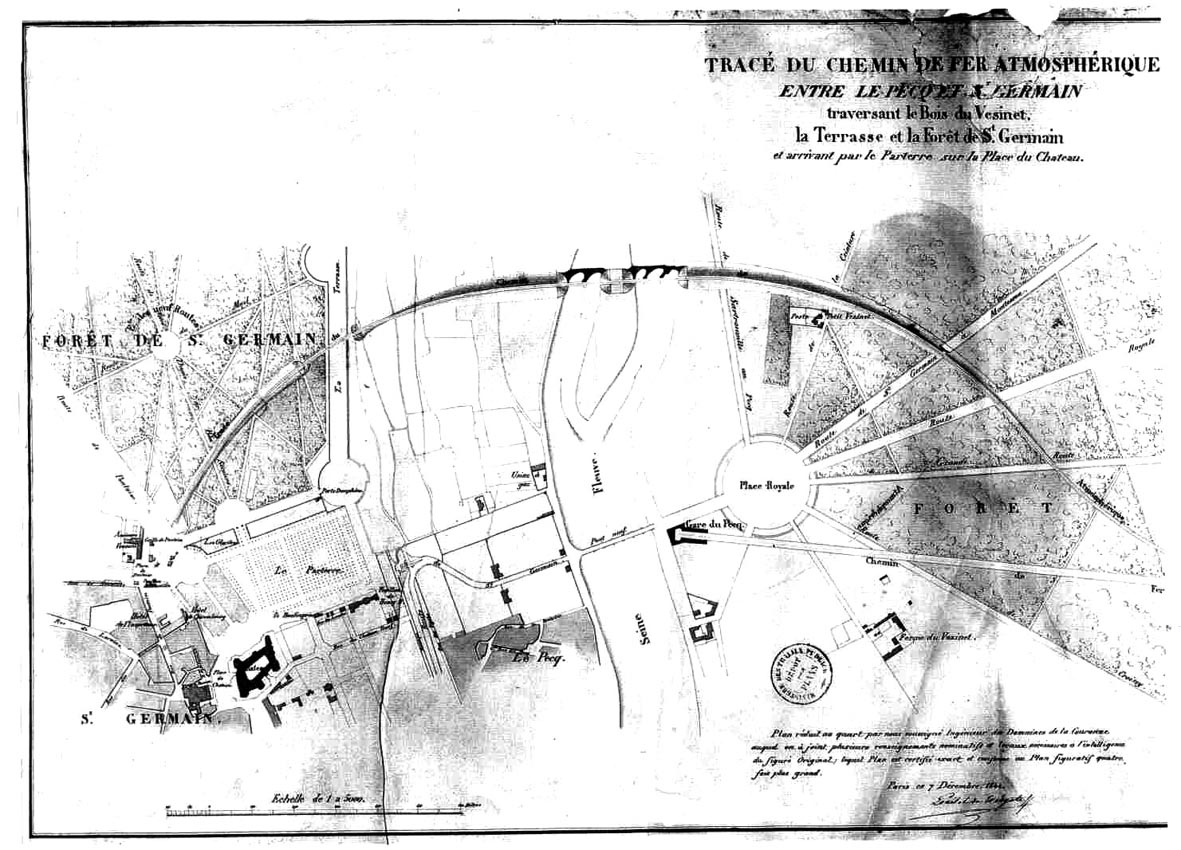
Plan de décembre 1844 du chemin de fer atmosphérique entre Le Pecq et Saint-Germain, traversant le bois du Vésinet, la terrasse et la forêt de Saint-Germain et arrivant sur la place du château.

La mise au point en Angleterre de la technique du chemin de fer atmosphérique permet d'envisager le prolongement en forte rampe du Pecq à Saint-Germain. Ce système sépare en effet l'effort de traction de l'adhérence.
Le 5 août 1844, une loi ouvre un crédit d'un million huit cent mille francs pour l'essai d'un chemin de fer atmosphérique. Les 10 septembre et 20 octobre 1844 des conventions sont signées entre le ministre des Travaux publics et la Compagnie du chemin de fer de Paris à Saint-Germain pour que l'essai se déroule entre Nanterre et le plateau de Saint-Germain, moyennant un prolongement de la ligne entre le terminus du Pecq et ledit plateau. Ces conventions sont approuvées par une ordonnance royale le 2 novembre suivant.
Les travaux du prolongement sont lancés en 1845 ; ils consistent en la réalisation d'un pont en bois sur la Seine, suivi d'un viaduc en maçonnerie de vingt arches. Le tracé atteint le centre de Saint-Germain-en-Laye en passant sous la terrasse du château, par deux tunnels successifs. La gare terminale est implantée en tranchée dans le parc du château, rompant au passage la symétrie des parterres de Le Nôtre, mais sans susciter, semble-t-il, de protestation. La ligne est ainsi prolongée le 15 avril 1847 de 1,5 kilomètre, en rampe de 35 mm/m, considérable pour un chemin de fer,.
À l'aller, la voie montante possède dans son axe un tube en fonte de soixante-trois centimètres de diamètre, fendu à son sommet, mais dont l'étanchéité est garantie par deux lèvres de cuir. Il contient un piston solidaire du châssis d'une voiture-directrice, écartant les lèvres du tube qui se referment après son passage, ce qui permet de l'aspirer et de lui faire gravir la pente. Des pompes créent le vide dans le tube, ce qui attire le piston et tracte la voiture-directrice, qui tire les voitures comme une locomotive classique. Ces pompes sont actionnées par deux machines à vapeur d'une puissance de deux cents chevaux, placées entre les deux tunnels de Saint-Germain. Elles produisent un débit d'air de quatre mètres cubes par seconde, suffisant pour déplacer un convoi dans la montée à la vitesse de 35 km/h.
Au retour, le train redescend par simple gravité jusqu'au Pecq, où la machine à vapeur de l'aller l'attend pour le tracter jusqu'à Paris. Le système fonctionne tant bien que mal, mais les rapides progrès techniques avec l'arrivée de locomotives plus puissantes le font abandonner dès 1860 pour une classique traction à vapeur par simple adhérence. À partir du 3 juillet 1860, une locomotive de type 030 se place au Pecq en queue de train et assure la pousse en renfort de la machine de tête. Ce fonctionnement se poursuit durant plus de soixante ans jusqu'à l'électrification de la ligne,,.

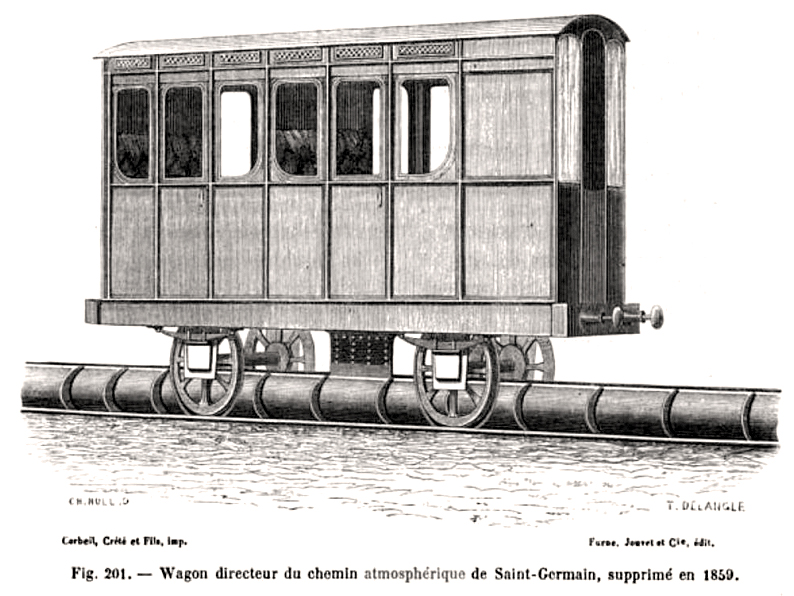
Wagon directeur du chemin atmosphérique, supprimé en 1859.
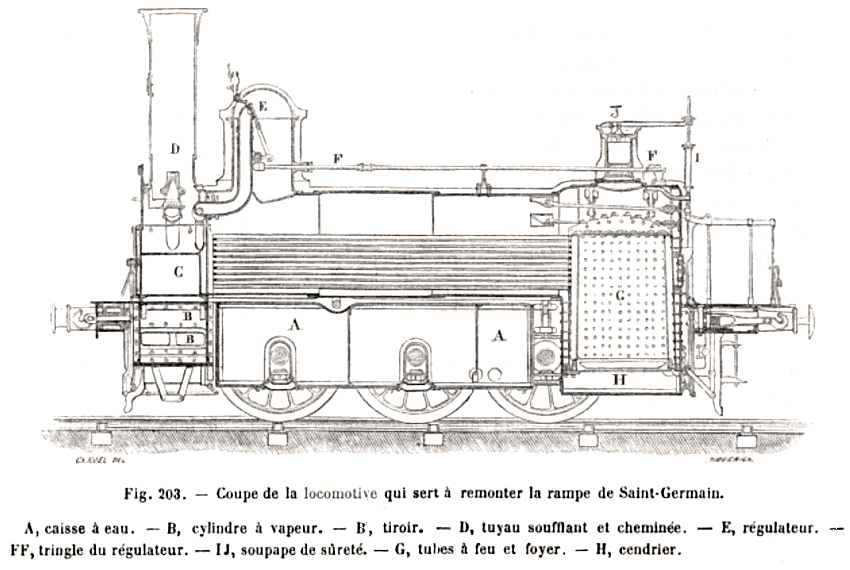
Coupe de locomotive utilisée pour la rampe de Saint-Germain, après 1860.
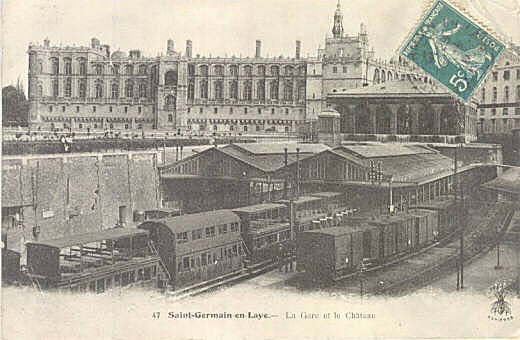
Gare de Saint-Germain-en-Laye vers 1900.

### La traction à vapeur

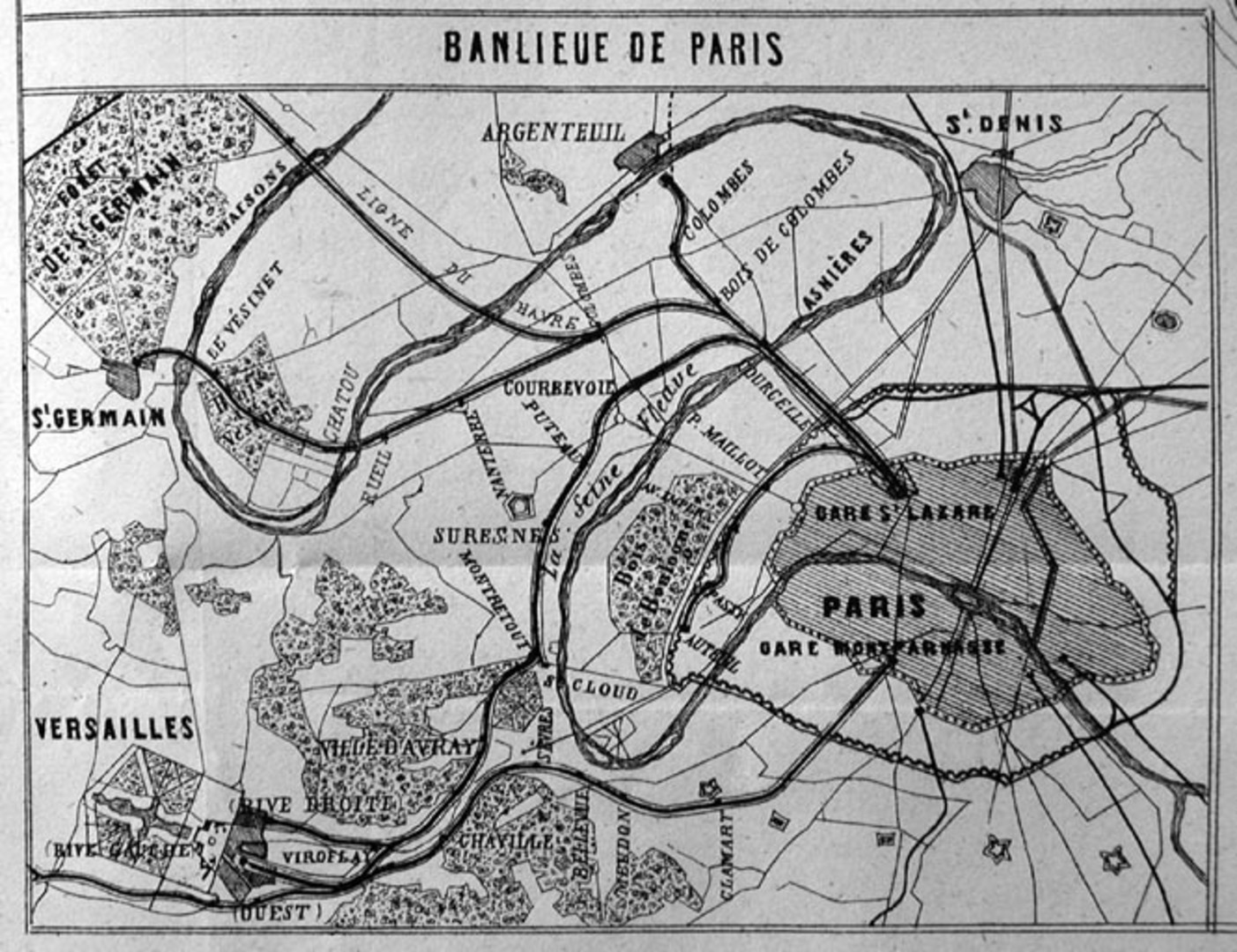
Chemin de fer de l'Ouest - 1859.

La croissance démographique des communes traversées par la ligne conduit à la création de nouveaux points d'arrêt. La gare du Vésinet est ouverte en 1859 lorsque débute la construction de cette ville nouvelle par le lotissement de la forêt. Cette année-là, la ligne est desservie à raison de seize allers et retours quotidiens, avec un train par heure, elle transporte 2 300 000 voyageurs. Ils sont 4 200 000 vingt ans plus tard, avec alors vingt-deux convois aller-retour par jour. Le temps de parcours de bout en bout atteint quarante-sept minutes, mais il est réduit à trente-trois minutes par la création de trains semi-directs de Paris à Rueil-Malmaison.
Contrairement à ce que projetait Pereire, la ligne n'est pas prolongée au-delà de Saint-Germain-en-Laye, mais plusieurs autres lignes se greffent sur elle et se débranchent en plusieurs points de son parcours. C'est d'abord la ligne de Paris-Saint-Lazare à Versailles-Rive-Droite, créée en 1839, qui se débranche à Asnières pour suivre la rive gauche de la Seine jusqu'à Saint-Cloud. C'est ensuite la ligne de Paris-Saint-Lazare au Havre, créée en 1843, qui se détache à Colombes et se dirige vers Poissy, Mantes-la-Jolie et Rouen. Avec l'accroissement constant du nombre de trains, le modeste embarcadère de l'Europe est très vite trop exigu. En 1843, les voies sont prolongées de trois cents mètres vers le sud, le long de la rue d'Amsterdam, et une nouvelle gare est édifiée sur la rue Saint-Lazare, dont elle prend le nom.
D'autres lignes se greffent à leur tour à ce tronc commun, la ligne d'Argenteuil en 1851, à partir d'une bifurcation à Asnières, puis la ligne d'Auteuil en 1854, qui se débranche dans le quartier des Batignolles, à Paris. Toutes sont créées par des compagnies distinctes, qui doivent faire circuler leurs trains sur les mêmes voies, malgré les ajouts successifs, et cohabiter dans la même gare tête de ligne, ce qui pose des problèmes croissants d'exploitation. Afin d'y mettre fin, le 30 janvier 1855, les compagnies de Paris à Saint-Germain, de Paris à Rouen, de Rouen au Havre, de l'Ouest et de Paris à Caen et à Cherbourg signent une convention de fusion. Celle-ci est approuvée par une convention signée les 2 février et 6 avril suivants entre le ministre des Travaux publics et les Compagnies. Enfin, la fusion est approuvée par un décret impérial le 7 avril 1855. Cette fusion donne naissance à la Compagnie des chemins de fer de l'Ouest. Grâce à ses nombreuses lignes desservant finement la banlieue Ouest de Paris, la gare Saint-Lazare devient alors la plus importante de la capitale par son trafic, qui double tous les vingt à vingt-cinq ans durant plus d'un siècle.
La superposition des courants grandes lignes et banlieue entraîne la création d'un nouvel itinéraire par la compagnie de l'Ouest afin de mieux séparer les flux : en 1892, la ligne de Saint-Germain est déviée par Bécon-les-Bruyères et La Garenne, et ne dessert plus Colombes-Embranchement (Bois-Colombes). L'année suivante, la desserte par zones est mise en place, avec création de terminus intermédiaires où s'arrêtent les trains omnibus de petite banlieue, les trains desservant la grande banlieue étant directs de Paris à ces terminus partiels.

### L'électrification de l'Ouest
Dès la fin du XIXe siècle, la compagnie de l'Ouest envisage l'électrification de ses lignes de banlieue. En effet, l'accélération médiocre des locomotives à vapeur ainsi que les inévitables mouvements de locomotives dans les gares terminales, malgré les progrès de l'exploitation, limitent le débit des lignes. De plus, l'exploitation vapeur de lignes de banlieue au trafic dense amène un déficit croissant. Mais en 1908, la situation financière critique de la Compagnie entraîne son rachat par l'État, qui reprend l'exploitation des lignes le 1er janvier 1909.
L'électrification de la ligne a été réalisée progressivement de 1924 à 1927, avec alimentation en courant continu 750 V par troisième rail. L'électrification a atteint Bécon-les-Bruyères le 27 avril 1924, Rueil-Malmaison le 27 juin 1926, puis Saint-Germain-en-Laye le 20 mars 1927. L'alimentation a été convertie au système d'alimentation par caténaire en octobre 1972, en perdant son troisième rail, pour le tronçon de Nanterre-Université (nouveau nom de la halte de La Folie) à Saint-Germain, mais en courant continu 1 500 V en vue de son incorporation dans la ligne A du RER exploitée par la RATP. La section de Paris-Saint-Lazare à Nanterre-Université a été ré-électrifiée par caténaire à 25 kV - 50 Hz le 15 septembre 1978 et a perdu à son tour le rail électrique à 750 V courant continu. La gare de Nanterre-Université n'a pas de point de contact avec les deux types de courant, bien qu’une voie d’échange non électrifiée existe entre les deux moitiés de ligne.

### L'intégration à la ligne A du RER

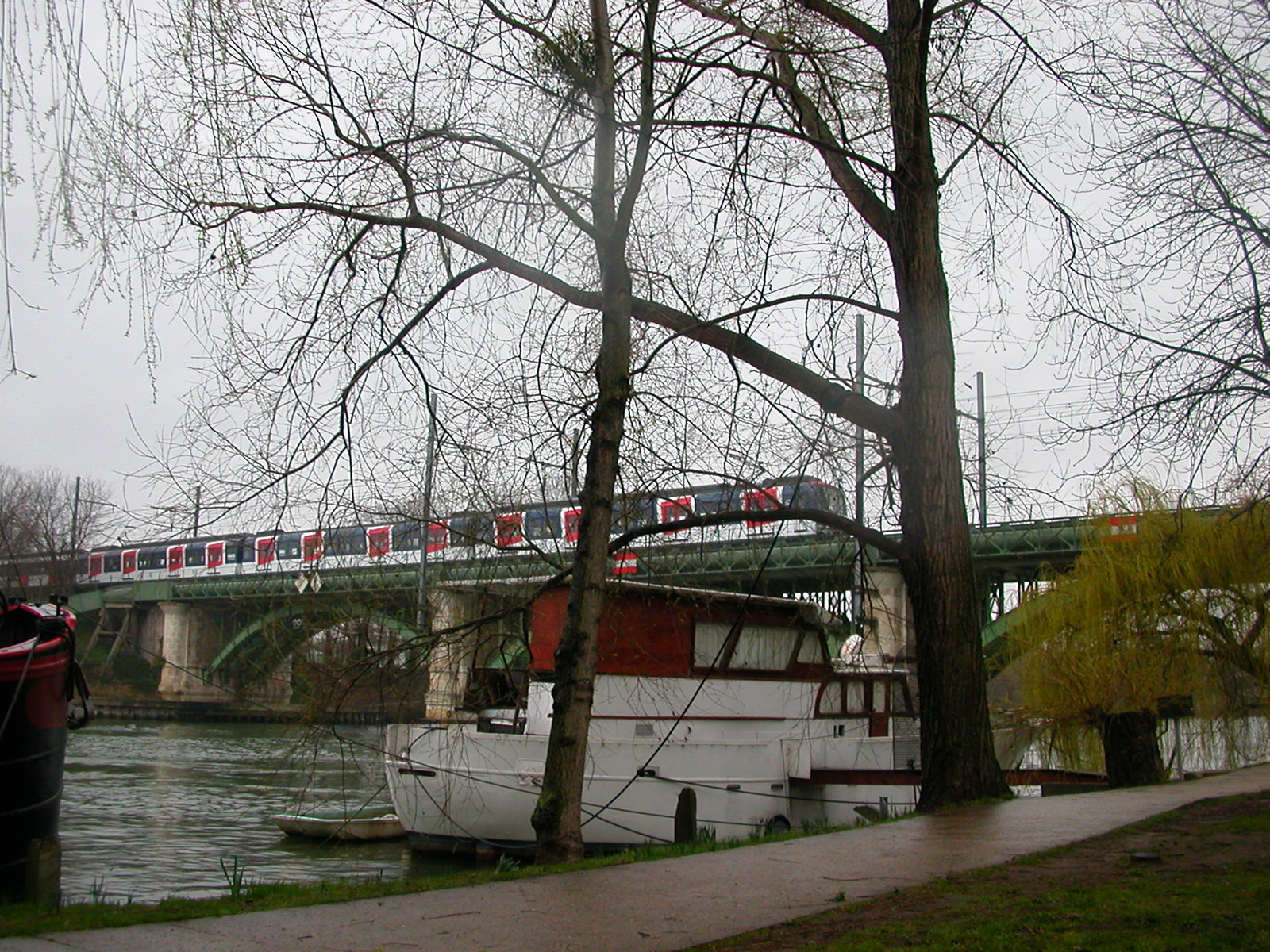
Une rame MS 61 de la ligne A du RER sur le pont ferroviaire de Chatou.

Durant les années 1960, le tronçon terminal de la ligne de Saint-Germain est destiné à intégrer la nouvelle ligne Est-Ouest du métro régional. Cette modification permet par contrecoup de réduire le nombre de dessertes assurées à partir de la gare Saint-Lazare, alors proche de la saturation.
L'intégration du tronçon de Nanterre-Université à Saint-Germain-en-Laye impose d'importants travaux d'adaptation, en particulier la réélectrification par caténaire en courant 1 500 volts continu pour la circulation du matériel MS 61. La totalité des gares du tronçon sont également reconstruites.
Le 1er octobre 1972, ce tronçon est cédé par la SNCF à la RATP pour être incorporé à la ligne A du RER. Le tracé d'origine est alors scindé en deux : la première partie, de la gare Saint-Lazare à la gare de Nanterre-Université, appartient au réseau de banlieue de Saint-Lazare qui deviendra ultérieurement une partie de la ligne L du Transilien tandis que la deuxième partie, de la gare de Nanterre-Université (à l'époque « La Folie-Complexe universitaire ») à la gare de Saint-Germain-en-Laye, appartient à la ligne A du RER.
En 2017, à l'occasion de fouilles archéologiques préventives dans le cadre d'un projet d'urbanisme par les chercheurs de l'INRAP, les vestiges du soubassement de la gare initiale du Pecq, ancien terminus de la ligne en 1837, ont été mis au jour. Durant les onze semaines de recherches méticuleuses sur environ 1 600 m2, les archéologues ont mis au jour non seulement des structures de bâtiments, mais aussi la plaque de retournement des locomotives, des boutons appartenant au personnel, ainsi que de la céramique de vaisselle décorée de dorures, utilisée au restaurant de la gare,.

## La ligne

### Tracé
La ligne trouve son origine à la Gare de Paris-Saint-Lazare. Elle se dirige vers le nord-ouest en desservant au passage les gares de Pont-Cardinet (Paris XVIIe) et Clichy - Levallois, avant d'atteindre Asnières. Le tracé oblique vers le sud-ouest et dessert les gares de La Garenne-Colombes puis Nanterre - Université, terminus de la ligne depuis 1972. La ligne historique, dont le tronçon terminal a été incorporé au RER A en 1972, continuait vers Nanterre - Ville, Rueil-Malmaison puis Le Pecq. Ce tracé est prolongé en 1847 jusqu'à Saint-Germain-en-Laye.

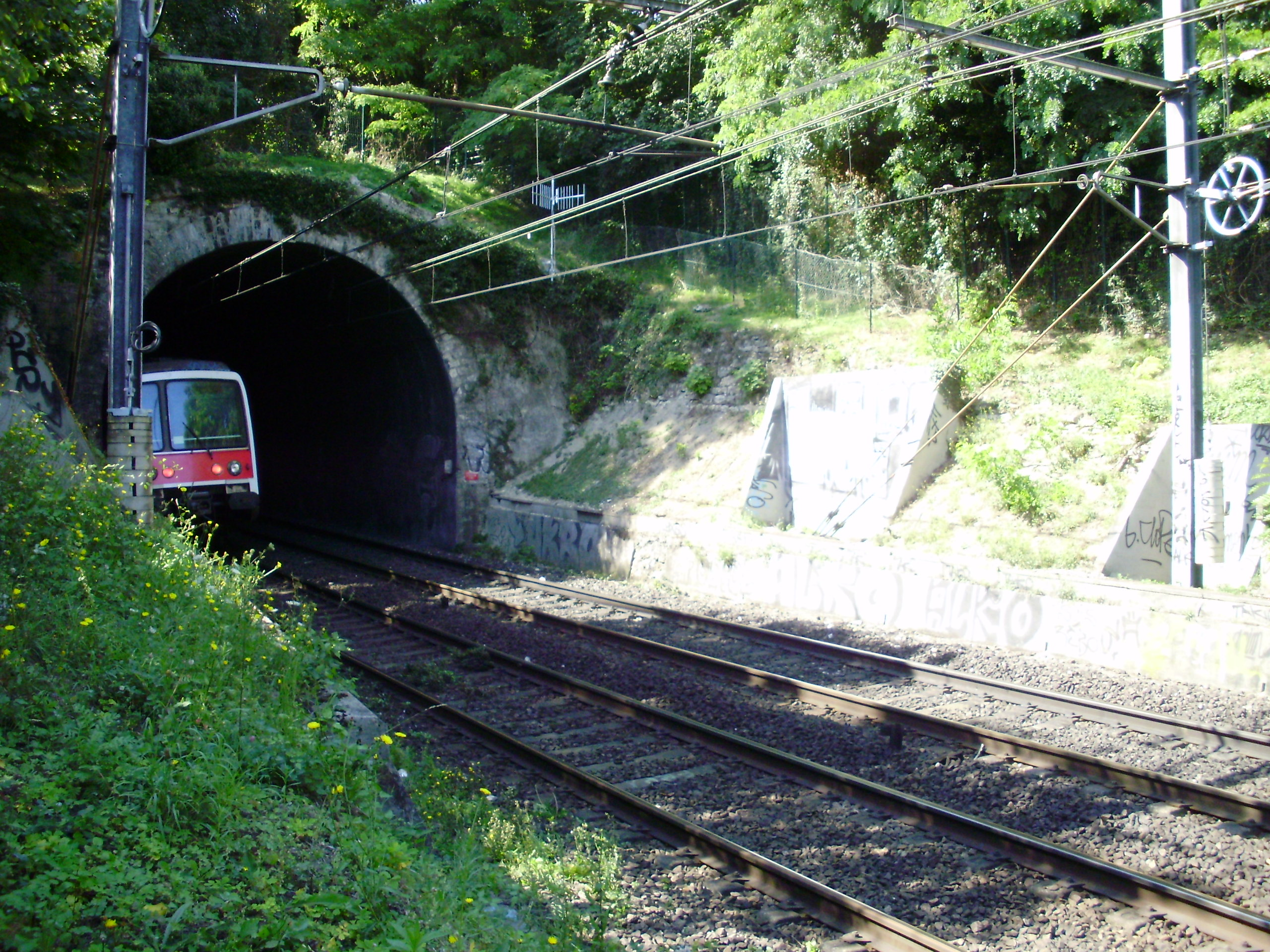
Entrée est du tunnel de Saint-Germain-en-Laye.

La ligne recoupe les méandres de la Seine et traverse trois fois le fleuve à Asnières, Chatou et au Pecq. Son profil est relativement plat, sauf dans la partie terminale entre le Pecq et Saint-Germain-en-Laye, en rampe marquée sur deux kilomètres. Sur ce dernier tronçon, elle comporte un souterrain qui lui permet de franchir la terrasse du château.

### Ouvrages d’art
Les quatre principaux ouvrages d'art de la ligne sont constitués par le pont ferroviaire d'Asnières, le pont ferroviaire de Chatou, le viaduc ferroviaire du Pecq et le tunnel de Saint-Germain-en-Laye. Elle est par ailleurs franchie par de nombreux ponts routiers comme le pont des Couronnes.

### Équipement
De Paris à Nanterre - Université, la ligne est électrifiée comme tout le réseau Saint-Lazare en 25 kV-50 Hz monophasé, équipée du block automatique lumineux (BAL), du contrôle de vitesse par balises (KVB) et d'une liaison radio sol-train sans transmission de données avec identification.
De Nanterre - Université à Saint-Germain-en-Laye, la ligne est électrifiée comme tout le réseau RER RATP en 1 500 V continu, également du block automatique lumineux (BAL) RATP, et du KCVB.

### Vitesses limites
Les vitesses limites de la ligne en 2014 en zone SNCF pour les automotrices et les trains V 140 en sens impair sont indiquées dans le tableau ci-dessous mais les trains de certaines catégories, comme les trains de marchandises, sont soumis à des limites plus faibles.
| De                     | À                      | Limite |
| ---------------------- | ---------------------- | ------ |
| Paris-Saint-Lazare     | Portique A3 (km 0,430) | 30     |
| Portique A3 (km 0,430) | Pont-Cardinet          | 60     |
| Pont-Cardinet          | Les Vallées            | 70     |
| Les Vallées            | Nanterre-Université    | 90     |